# Lotus (альбом Крістіни Агілери)
«Lotus» — сьомий студійний альбом американської співачки Крістіни Агілери. Випущений 9 листопада 2012 року.
Альбом містить елементи денс-попу, року та музичних балад. Агілера називає його «відродженням», черпаючи натхнення з подій в її житті, таких, як перебування на шоу The Voice та розлучення з чоловіком. Записаний альбом був в приватній домашній студії Крістіни Агілери. Як виконавчий продюсер, вона співпрацювала з широким діапазоном авторів та продюсерів, включаючи таких, як Алекс да Кід, Макс Мартін, Лукас Секон і Трекселерс.
Після випуску Lotus отримав досить змішані відгуки від музичних критиків, які неоднозначно поставились до лірики і назвали нове звучання Агілери досить примітивним. В міжнародних чартах альбом тримався досить помірно. Перший сингл «Your Body» дебютував в чартах багатьох країн.

## Список композицій
| #     | Назва                                      | Автор                                                                                  | Продюсер (и)                  | Тривалість |
| ----- | ------------------------------------------ | -------------------------------------------------------------------------------------- | ----------------------------- | ---------- |
| 1.    | «Lotus Intro»                              | Крістіна Агілера, Dwayne Abernathy, Candice Pillay, Alexander Grant                    | Alex da Kid, Dem Jointz       | 3:18       |
| 2.    | «Army of Me»                               | Крістіна Агілера, Jamie Hartman, David Glass, Phil Bentley                             | Tracklacers, Hartman          | 3:27       |
| 3.    | «Red Hot Kinda Love»                       | Крістіна Агілера, Lucas Secon, Olivia Waithe                                           | Secon                         | 3:06       |
| 4.    | «Make the World Move» (feat. Cee Lo Green) | Grant, Mike Del Rio, Pillay, Jayson DeZuzio, Abernathy, Armando Trovajoli              | Alex da Kid, Del Rio, DeZuzio | 3:00       |
| 5.    | «Your Body»                                | Макс Мартін, Shellback, Savan Kotecha, Tiffany Amber                                   | Мартін, Shellback             | 4:00       |
| 6.    | «Let There Be Love»                        | Мартін, Shellback, Kotecha, Бонні МакКі, Oliver Goldstein, Oscar Holter, Jakke Erixson | Мартін, Shellback             | 3:22       |
| 7.    | «Sing for Me»                              | Крістіна Агілера, Aeon Manahan, Ginny Blackmore                                        | Manahan                       | 4:01       |
| 8.    | «Blank Page»                               | Крістіна Агілера, Chris Braide, Sia Furler                                             | Braide                        | 4:05       |
| 9.    | «Cease Fire»                               | Крістіна Агілера, Grant, Pillay                                                        | Alex da Kid                   | 4:08       |
| 10.   | «Around the World»                         | Крістіна Агілера, Dwayne Chin-Quee, Jason Gilbert, Ali Tamposi                         | Supa Dups, Gilbert            | 3:25       |
| 11.   | «Circles»                                  | Крістіна Агілера, Grant, Pillay, Abernathy                                             | Alex da Kid                   | 3:26       |
| 12.   | «Best of Me»                               | Крістіна Агілера, Grant, Pillay, DeZuzio                                               | Alex da Kid, DeZuzio          | 4:08       |
| 13.   | «Just a Fool» (feat. Блейк Шелтон)         | Steve Robson, Claude Kelly, Wayne Hector                                               | Robson                        | 4:14       |
| 47:30 |                                            |                                                                                        |                               |            |

| Deluxe edition bonus tracks | Deluxe edition bonus tracks       | Deluxe edition bonus tracks                                       | Deluxe edition bonus tracks | Deluxe edition bonus tracks |
| #                           | Назва                             | Автор                                                             | Producer(s)                 | Тривалість                  |
| --------------------------- | --------------------------------- | ----------------------------------------------------------------- | --------------------------- | --------------------------- |
| 14.                         | «Light Up the Sky»                | Крістіна Агілера, Grant, Pillay                                   | Alex da Kid                 | 3:31                        |
| 15.                         | «Empty Words»                     | Крістіна Агілера, Busbee, Nikki Flores, Tamposi                   | Busbee                      | 3:47                        |
| 16.                         | «Shut Up»                         | Крістіна Агілера, Grant, Pillay, Del Rio, Abernathy, Nate Campany | Alex da Kid                 | 2:53                        |
| 17.                         | «Your Body» (Martin Garrix Remix) | Martin, Shellback, Kotecha, Amber                                 | Martin, Shellback, Garrix   | 5:12                        |
| 62:51                       |                                   |                                                                   |                             |                             |